# Barragem de Crestuma-Lever
A Barragem de Crestuma-Lever, construída sobre o leito do rio Douro (portanto na bacia hidrográfica deste rio), liga as freguesias de Sandim, Olival, Lever e Crestuma, do Município de Vila Nova de Gaia, na margem esquerda do rio, à freguesia de Foz do Sousa e Covelo, do Município de Gondomar, na margem direita, tudo no Distrito do Porto, em Portugal, sendo a última barragem no Douro antes de atingir a foz.
Desde 29 de Setembro de 2013 pertence à União de Freguesias de Sandim, Olival, Lever e Crestuma.[carece de fontes?]
Além do armazenamento de águas e produção de energia eléctrica, serve de travessia pedonal e rodoviária entre as referidas freguesias e municípios.
Possui uma altura de 65 metros acima da fundação e um comprimento de coroamento de 470 metros. A capacidade instalada de produção de energia eléctrica é de 117 MW.
A barragem inclui no encontro esquerdo uma eclusa do canal de navegação do Douro, com um comprimento de cerca de 90 metros e uma largura de 12,1 metros, que vence um desnível máximo de 13,9 metros.
Possui uma passagem de peixes do tipo eclusa que, contudo, tem pouca eficácia, segundo um estudo realizado nos anos 1990.